# Полска кампания (1939)
Полска кампания на Вермахта (1939), наричана още Нападение над Полша и Операция „Вайс“ (в полската история е прието названието – Септемврийска кампания), е мащабна военна операция на въоръжените сили на Германия и Първата словашка република, започнала на 1 септември 1939 година, в резултат на която територията на Полша е окупирана напълно, полската армия е разбита, а територията на страната е анексирана от СССР и Райха.

## Причини
Според немската пропаганда войната започва уж заради отказа на Полша да предаде на Германия свободния град Данциг (Гданск) и да ѝ предостави правото да построи екстериториални транспортни магистрали за Източна Прусия. Според самия Хитлер „става дума за разширение на жизненото пространство и осигуряване на снабдяването, както и за решение на балтийския проблем“. На войната срещу Полша се гледа като на първи етап от борбата за световно господство. Успешното завършване на войната с Полша значително би подобрило позициите на Германия спрямо европейските ѝ съперници – Англия и Франция, които в лицето на Полша биха загубили своя съюзник на изток. През лятото на 1939 г. в Европа се създава ситуация, която е благоприятна за Германия – англо-френско-полската коалиция не представлява едно цяло нито във военно, нито в политическо отношение – засилена е увереността, че Англия и Франция няма да предприемат сериозни мерки при евентуално нападение над Полша. Освен това Германия изпреварва своите противници в подготовката за война. Същевременно, по силата на пакта Рибентроп-Молотов, територията на Полша е предварително разделена със СССР.

## Стратегически цели на страните

### На СССР
- Унищожаване на суверенитета на Полша.
- Анексиране на Полша максимално бързо към СССР.
- Получаване на допълнителен военноикономически ресурс за последващо настъпление на запад или изток.
- Осигуряване на плацдарм при бъдещо настъпление срещу Германия.

### На Германия
- Унищожаване на суверенитета на Полша.
- Изваждане на Полша максимално бързо като съюзник на Англия и Франция, при евентуална война на запад.
- Получаване на допълнителен военноикономически ресурс за последващо настъпление на запад или изток.
- Осигуряване на плацдарм при бъдещо настъпление срещу СССР.

### На Полша
- Довеждане до незабавно и автоматично включване на западните държави от момента на започване на военните действия.
- Превръщане на полско-германската война във война на Германия с коалицията на западните държави и Полша.
- До началото на очакваните операции от страна на съюзниците, полските въоръжени сили трябва да водят бойни действия с превъзхождащ ги противник. След включването на западните съюзници се предвижда контранастъпление и сключване на изгоден за Полша мир.

## Оперативни планове на страните

### На немското командване
Група армии „Юг“ в състав 14-а, 10-а и 8-а армия (всичко 33 дивизии – от тях 4 танкови, 4 леки и 2 моторизирани), под командването на генерал-полковник Г.Рундщет, получава задача да настъпи от територията на немска Силезия в общо направление към Варшава, да разгроми полските армии, разгърнати по границата, да излезе на река Висла и във взаимодействие с група армии „Север“ да унищожи войските, които са останали в Западна Полша.
- Група армии „Юг“ трябва да нанесе главен удар със силите на 10-а армия (под командването на Райхенау), която има най-много танкови и моторизирани съединения, в направление Ченстохова, Варшава. Като използва своите подвижни войски, 10-а армия трябва колкото може по-бързо да излезе към Висла на участъка между устията на реките Бзура и Вепш.
- На север се развръща 8-а армия (под командването на Бласковиц), която има за задача да настъпи към големия промишлен център Лодз, а също така да прикрие северния фланг на 10-а армия.
- 14-а армия (под командването на Лист) има за задача да нанесе удар в направление Краков, да разгроми полските войски в Горна Силезия, да овладее плацдарми на река Дунаец и да развие настъплението към Сандомир, като се стреми да не допусне създаване на полски отбранителен рубеж на реките Сан и Висла.
- Резервът на Рундщет се състои от пет пехотни съединения. Действията на група армии „Юг“ се поддържат от 4-ти въздушен флот на генерал А.Льор.

Група армии „Север“ (командващ генерал-полковник Федор фон Бок) в състав 3-та и 4-та армия (всичко 21 дивизии, от които 2 танкови и 2 моторизирани) има за задача да настъпи от територията на Померания и Източна Прусия в общо направление към Варшава и във взаимодействие със съединенията на група армии „Юг“ да унищожи полските войски северно от река Висла.
- 4-та армия (под командването на Клуге) трябва да нанесе удар от немска Померания, във взаимодействие със съединенията на 3-та армия да овладее източния бряг на Висла в района на Хелмно и да настъпи в югоизточно направление към Варшава.
- 3-та армия (под командването на Кюхлер) от Източна Прусия трябва да действа срещу полските войски северно от река Нарев и впоследствие да настъпи към Варшава и Селдце.
- Действията на група армии „Север“ се поддържат от авиацията на 1-ви въздушен флот на генерал Алберт Кеселринг.

Между групите армии „Юг“ и „Север“, по дъгата, образувана от реките Одер и Варта, немското командване оставя минимално количество войски, на които се възлага задачата със своите действия да заблудят противника относно направлението на главните удари и да сковат полската армия „Познан“.
Главното командване на сухопътните войски съсредоточава основните си сили в първи ешелон на настъпващите групировки. Оперативните резерви се създават в хода на кампанията за сметка на прехвърлените от Германия мобилизирани дивизии.
В състава на сухопътните сили на Германия, отделени за войната срещу Полша, има 62 дивизии (между които 7 танкови, 4 леки и 4 моторизирани) и 2800 танка. Сутринта на 1 септември на границата в готовност се намират 54 дивизии (без дивизиите на гарнизонните крепости, укрепените райони и съединенията на граничната охрана).
В състава на 1-ви и 4-ти въздушен флот се намират около 2000 самолета – на авиацията са поставени задачи да прикрива районите за съсредоточаване на немските войски и да завоюва и удържи господство във въздуха.
На немските военноморски сили е поставена задача да блокират военноморските бази на Полша, да унищожи нейните военноморски сили и да наруши търговията ѝ с неутралните страни. Освен това на немския флот трябва да осигури безопасност на морските комуникации на Германия с Източна Прусия, Швеция и прибалтийските страни, да отдели сили за отбрана на крайбрежието на Северно море и да вземе мерки в случай на намеса на западните държави в конфликта. Допуска се, че срещу Полша ще се използват 2 линейни кораба, 7 подводници, флотилия ескадрени миноносци, съединение миночистачи и група от морската авиация. В Свинемюнде се намират в готовност за бойни действия 3 крайцера, а в Пилау – флотилия ескадрени миноносци и флотилия торпедни катери.

### На полското командване
На немските войски противодейства групировката на въоръжените сили на Полша, която се създава в съответствие с план „Захуд“(„Запад“), разработен в навечерието на войната.
В план „Запад“ се предвижда с упорита отбрана и контраудари на резервите да се спре немското настъпление на рубежите, които прикриват жизненоважните райони на страната, да се нанесат максимални загуби на противника и да се спечели време за развръщане на бойните действия на английско-френските войски на запад. Впоследствие полското командване разчита да подготви общо контранастъпление и да действа в зависимост от конкретно създалата се обстановка.
Планът на Главния щаб на полската армия предвижда развръщане на първия стратегически ешелон на войските като заслон по цялата граница на Полша с Германия и Словакия. В първия ешелон са съсредоточени 6 армии и една отделна оперативна група. В резерв на командването остава една армия, развърната зад войските от първия ешелон, и няколко оперативни групи.
- На север срещу Източна Прусия се развръща армия „Модлин“ (2 пехотни дивизии и 2 кавалерийски бригади; командващ генерал Пшедзимирски-Крукович). В случай на силен удар на врага армията трябва да отстъпи към Висла и Нарев и на този рубеж да заеме здрава отбрана.
- Северно от Вишкув се съсредоточава група „Вишкув“ (3 пехотни дивизии), която влиза в общия резерв и трябва да подсили армия „Модлин“.
- В района на Сувалки, Ломжа заема отбрана отделната оперативна група „Нарев“ (2 пехотни дивизии и 2 кавалерийски бригади), прикриваща десния фланг на армия „Модлин“.
- В „Полския коридор“ се разполага армия „Поможе“ (5 пехотни дивизии и кавалерийска бригада; командващ генерал Бортновски), която има за задача да спре настъплението на немските войски от Померания.
- В западната част на Познанското войводство, където се образува голяма издатина, обърната на запад, се развръща армия „Познан“ (4 пехотни дивизии и 2 кавалерийски бригади; командващ генерал Кутшеба). На нея се възлага задачата да отбранява направлението Франкфурт, Познан и ако се удаде възможност, да нанесе удари по фланга на настъпващите от Померания и Силезия немски армии.
- На линията на реките Варта и Видавка се съсредоточава армия „Лодз“ (4 пехотни дивизии и 2 кавалерийски бригади; командващ генерал Румел), която прикрива важното направление към Лодз и Варшава.
- В района на Ченстохова, Катовице и Краков се съсредоточава армия „Краков“ (7 пехотни дивизии, бронемоторизирана, планинско-стрелкова и кавалерийска бригада; командващ генерал Антони Шилинг). Тя има за задача да отбранява силезийския промишлен район, а също така във взаимодействие с армия „Лодз“ – да прикрива направлението към Варшава.
- Зад армиите „Лодз“ и „Краков“ в района Томашов-Мазовецки, Радом, Келце се развръща армия „Пруси“ (8 пехотни дивизии и една кавалерийска бригада; командващ генерал Домб-Бернацки), която представлява втори ешелон на отбраната на главното оперативно направление. Тази армия трябва да подготви контраудар във фланг на настъпващия от Радомско към Пьотркув противник и да осигури разгрома на неговото групировка в югозападна Полша.
- Защитата на южната граница се възлага на армия „Карпати“ (2 пехотни дивизии, съставляващи оперативна група, 2 планинско-стрелкови бригади и бронемоторизирана бригада; командващ генерал Фабриций).
- На източната граница със СССР, през август 1939 г. има разположени 3 армейски корпуса.

По плана за мобилизация общия брой на въоръжените сили на Полша трябва да достигне 1,5 млн. души. В сухопътните войски се предвижда да има 39 пехотни дивизии, 3 планинско-стрелкови, 11 кавалерийски и 2 бронетанкови, специални части и около 80 батальона на националната отбрана. Полското командване набелязва да съсредоточи в първия стратегически ешелон 70 процента от всички налични сили. До началото на военните действия то успява да развърне на отбранителните рубежи 24 пехотни дивизии, 8 кавалерийски, 1 бронемоторизирана и 3 планинско-стрелкови бригади и 56 батальона на националната отбрана. Развръщането на полската армия продължава и по време на войната.
Главният щаб на полската армия е принуден спешно да внесе поправки в плана за войната. Някои съединения не са напълно мобилизирани и не пристигат своевременно в районите на съсредоточаване. Общо Полша успява да противопостави сухопътна армия около 1 млн. души, 4300 оръдия, 220 леки танка и 650 танкети.
Военноморските сили на Полша имат за задача да осигурят отбраната на военноморската база Гдиня и полуостров Хел, да възпрепятстват стоварването на десанти, да водят борба с корабите на противника и да поставят мини. В състава на военноморските сили действат 4 ескадрени миноносеца, 5 подводници, 1 минен заградител, 6 миночистача, спомагателни съдове, няколко батальона брегова охрана и морска авиация. Отчитайки трудностите за базиране на силите на флота в непосредствена близост до зоната на бойни действия, полското командване още преди войната отдава заповед на 3 ескадрени миноносеца да заминат за Англия.
На военновъздушните сили на Полша се възлага задача да поддържат сухопътните войски и флота. На всяка армия се предава ескадрила армейска авиация (разузнавачи и изтребители). Главното командване оставя в свое разпореждане отделни части изтребителна и бомбардировъчна авиация. В полските ВВС се наброяват всичко 824 самолета, от които могат да се ползват в бойните действия само 407, от тях 44 бомбардировача и 142 изтребителя. Повечето полски самолети, с изключение на малък брой бомбардировачи П-37„Лос“, са остарели и значително отстъпват по бойни качества на немските самолети.

## Повод
Вечерта на 31 август 1939 г. войници от СС нахълтват в зданието на радиостанцията в град Глайвиц (Гливице), близо до границата с Полша. Инсценирайки нападение на германска територия, те прочитат предварително написан текст на полски език. За по-голяма убедителност са докарани няколко криминални престъпници, преоблечени в полска военна униформа, които са застреляни на място.

## Бойни действия
На 1 септември 1939 г. в 4 часа и 45 минути, в съответствие с План „Вайс“ („Бяло“) Луфтвафе нанася удари по летищата, комуникационните възли, икономическите и административните центрове на Полша. Те не действат на големи формации, но покриват огромен периметър. Германският линеен кораб „Шлезвиг-Холщайн“, предварително пристигнал в района на полското крайбрежие, открива огън по полуостров Вестерплате. Сухопътните сили на Вермахта преминават границата малко преди 6 часа същата сутрин. Концентрацията на предните полски пехотни сили не позволява да водят ефективни отбранителни сражения срещу моторизираните и бронетанкови дивизии на противника. По тази причина 40-те обикновени пехотни дивизии на германците имат несъществен принос за успешната окупация за сметка на 6 танкови, 4 леки (моторизирана пехота с по два танкови дивизиона) и 4 моторизирани дивизии. Освен това германците нанасят и прикрита като полски радиопредавания радиобомбардировка, което допълнително внася деморализация в полския тил. Настъплението е улеснено от факта, че полските лидери се отнасят с презрение към укрепването на защитата и разчитат предимно на контраатаки. По тази причина моторизираните нашественици успяват съвсем лесно да нахлуят дълбоко в територията на Полша. Така оперативните планове  на немското командване се развиват безпогрешно в една първа демонстрация на теорията за мобилната война – блицкрига. На 17 септември съветските войски преминават полската граница и нанасят последния решителен удар в тила на поляците. На същия ден полското правителство и Върховното командване се преместват в Румъния. Техните заповеди за продължаване на боевете не достигат до по-голямата част от войските. Въпреки тежките бомбардировки, Варшава капитулира едва след продължила до 28 септември обсада, а последната значителна полска част се предава на 5 октомври, след Коцката битка. През зимата поляците продължават да оказват партизанска съпротива. До неутрални територии се добират 80 000 души.
На 28 септември германските и руските сили се срещат по линията Белосток-Брест-Лвов-Карпатите и подписват договор за „дружба“ и взаимни граници. На 22 септември 1939 година в анексирания от руснаците Бжешч (Брест) е проведен немско-руски парад на победата командван от генерал Хайнц Гудериан и комбриг Семьон Кривошеин. 
Макар Франция и Великобритания да обявяват война на Германия на 3 септември, те изобщо не помагат на Полша. Французите откриват съвсем малък западен фронт, като започват незначителна офанзива след две седмици. Освен всичко, френските главнокомандващи разчитат прекалено много на морално остарели технологии за водене на война, заслепени от успеха си през Първата световна война.